# Statue du dieu Nil
La statue du dieu Nil ou statue du Nil (en italien : Statua del dio Nilo) est une statue en marbre de la Rome antique, probablement hellénistique, datant du IIe ou IIIe siècle apr. J.-C.
Elle est située sur la Piazzetta Nilo, au début de la via Nilo, dans le quartier du même nom, et c'est cette statue qui leur donne leur nom. L'église Santa Maria Assunta dei Pignatelli fait face à la statue et le Palazzo Panormita se trouve sur le flanc nord. Deux blocs à l'est, le long de la Via Benedetto Croce (partie du Decumanus Inférieur communément appelée Spaccanapoli) s'élève l'église San Domenico Maggiore.

## Histoire
La statue représente le Dieu Nil, tenant une corne d'abondance et allongé sur un sphinx. La statue a probablement été érigée dans la ville portuaire romaine de l'époque par des marchands d'Alexandrie. Elle fut récupérée, sans tête, en 1476, et fut surnommée « Corpo di Napoli ». Elle a été placée sur un piédestal en 1657, et quelques années plus tard une tête barbue a été sculptée. Au cours des dernières décennies, la statue a de nouveau été décapitée par des voleurs, puis récupérée plus tard.
Une version de meilleure qualité du même sujet, également d'époque romaine, est conservée aux musées du Vatican à Rome. Les deux statues sont des copies d'un original d'Alexandrie, en Égypte.

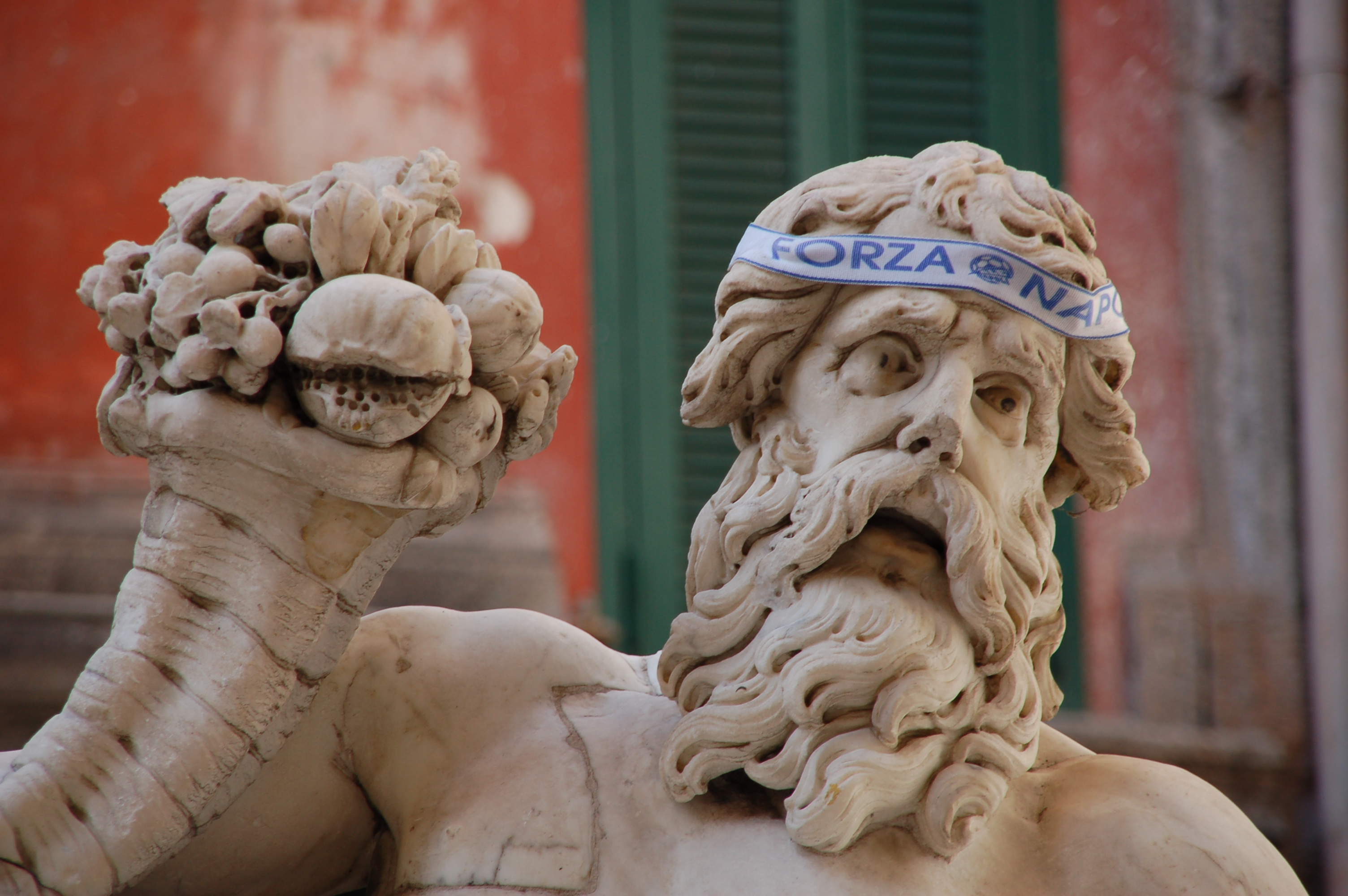
Détail de la tête du dieu du Nil.
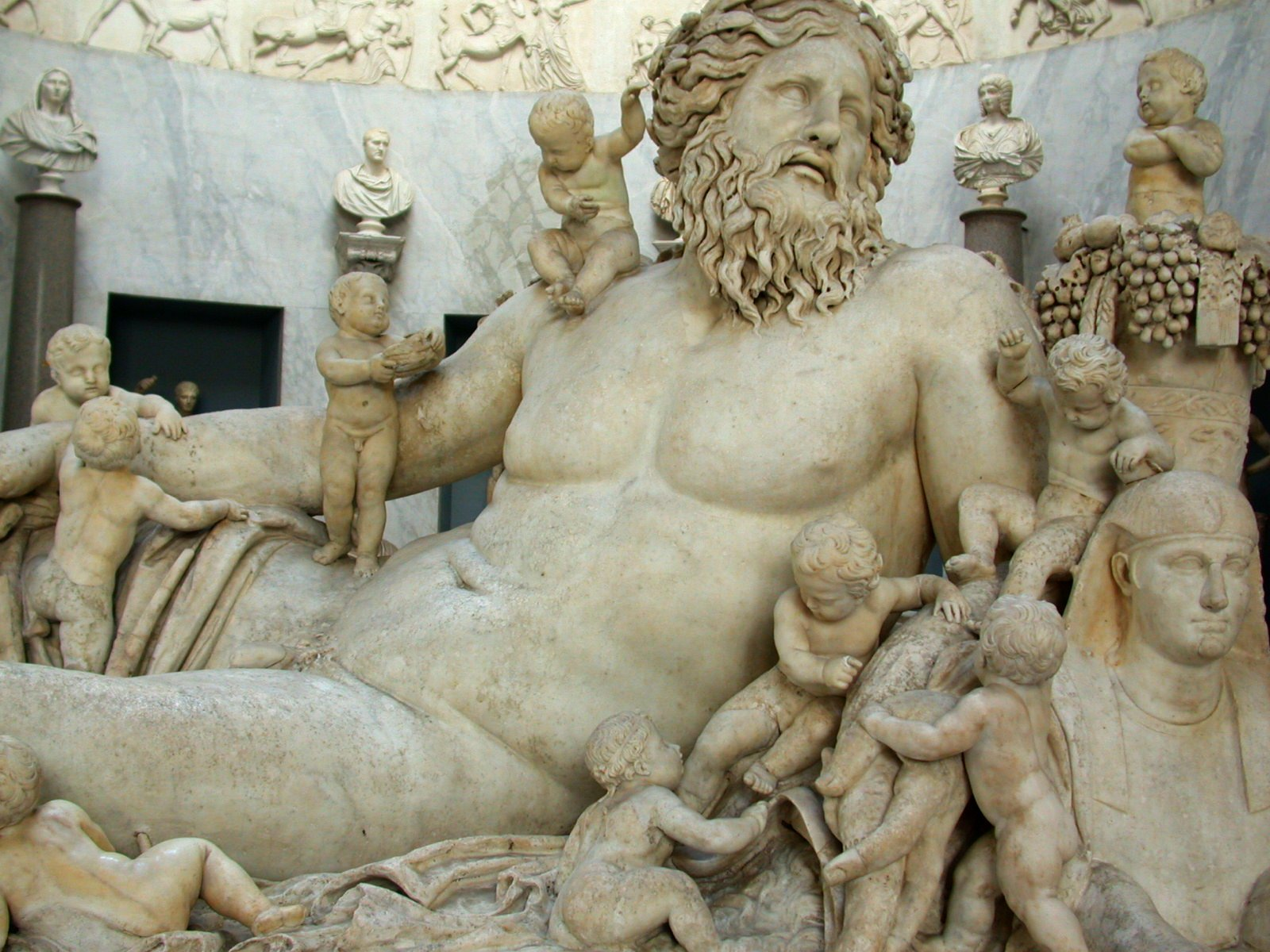
La version alternative des Musées du Vatican.

## Source de traduction
- (en) Cet article est partiellement ou en totalité issu de l’article de Wikipédia en anglais intitulé « Nile God Statue, Naples » (voir la liste des auteurs).